# Комплекс з виробництва добрив у Кочі
Комплекс з виробництва добрив у Кочі – підприємство індійської хімічної промисловості, що працює у штаті Керала та належить компанії Fertilisers And Chemicals Travancore Limited (FACT).
В 1973 році на майданчику заводу ввели в дію виробництва аміаку та сечовини добовою продуктивністю 600 тон та 100 тон відповідно. Як сировину для отримання аміаку використовували суміш легких вуглеводнів – naphtha (також відома як цінна сировина для установок парового крекінгу). Ця черга пропрацювала до 2003 року, після чого була здана на злам.
На 1976 – 1977 роки припало введення в дію другої черги, що була зорієнтована на випуск комплексних азотно-фосфорно-сірчаних добрив. Вона включала виробництво сульфатної кислоти, частина якої використовувалась для обробки фосфоритів із отриманням 360 тон фосфорної кислоти на добу. Далі реакцією фосфорної та сульфатної кислот з аміаком отримували фосфат та сульфат амонію, суміш яких і була добривом. Завод має власні потужності для розвантаження з суден та зберігання сірки, фосфатів та аміаку.
Як зазначено на сайті компанії FACT, річна потужність майданчику становить 330 тисяч тон сульфатної кислоти, 115 тисяч тон фосфорної кислоти та 485 тисяч тон комплексних добрив. При цьому в 2022-му оголосили про вибір підрядника для будівництва ще однієї черги, що має щодобово випускати 1650 тон комплексних добрив – в залежності від потреб або таких саме азотно-фосфорно-сірчаних, або лише азотно-фосфорне – діамонійфосфат. 
Можливо також відзначити, що у 1990-му завод запустив власну електростанцію потужністю 12 МВт.